# منافسة فيدرير ونادال
|                                       |  |  |
| فيدرير على اليمين، ونادال على اليسار. |  |  |

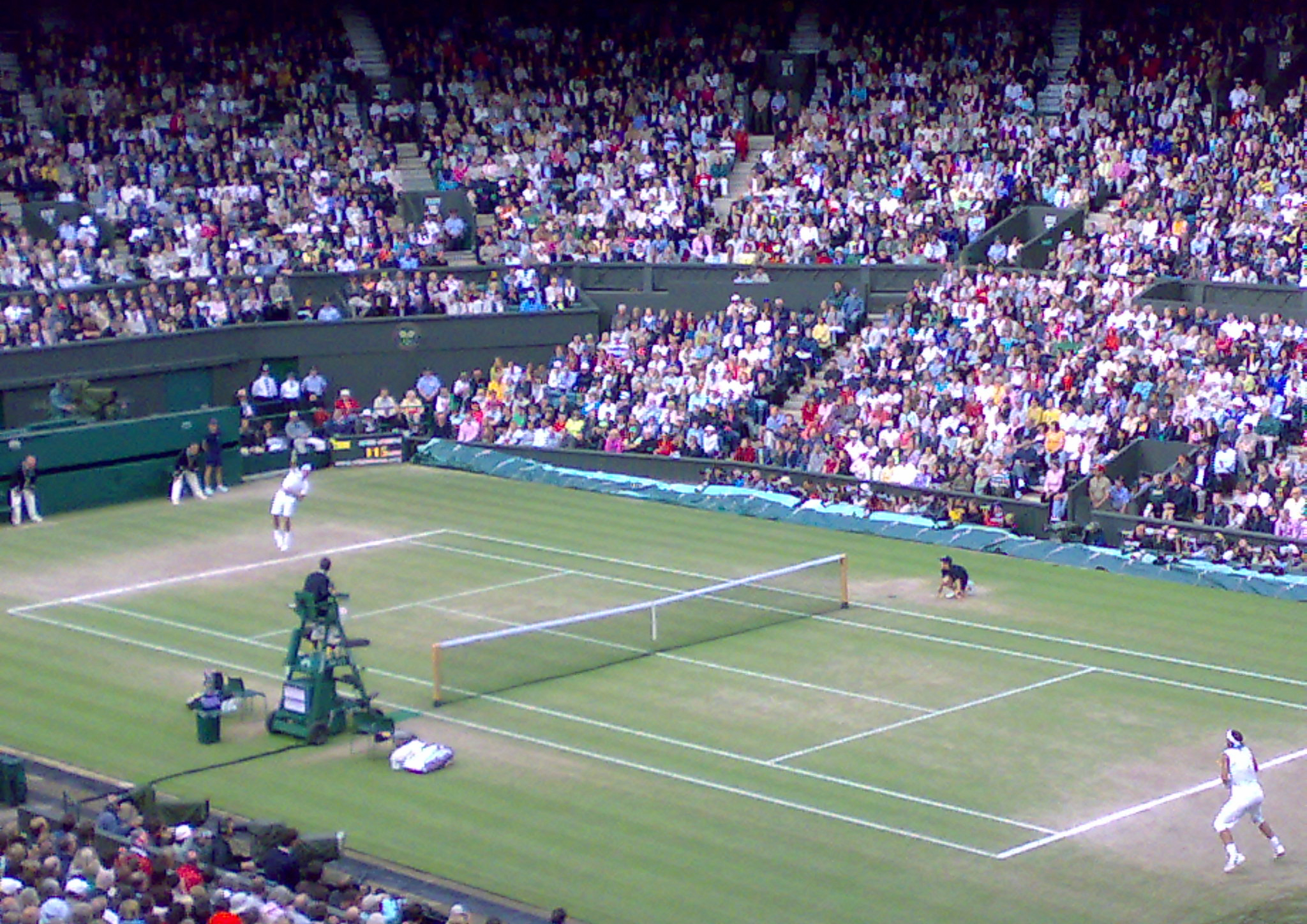
لقطة بين فيدرير ونادال في نهائي بطولة ويمبلدون 2008

منافسة فيدرر ونادال كانت بين لاعبَيْن تنس محترفَيْن، هما السويسري روجر فيدرير والأسباني رافاييل نادال، وهما حالياً مرتبطان بمنافسة متسلسلة، والتي يعتبرها الكثيرون أنها ستكون أعظم منافسات التنس في التاريخ. لعبا 31 مرة، ونادال هو الذي يقود هذه المنافسة التي تبلغ 10 سنين بفوزه ب21 مباراة مقابل 10 مباريات لفيدرر.
فيدرر ونادال كانا الوحيدان اللذان استطاعا البقاء وراء بعضهما في المركزين الأول والثاني في التصنيف العالمي لخمس سنوات متتالية، وقد أنجزاها من 2005-2010. ويحملان المركزين الأول والثاني ل211 أسبوعاً متتالياً، من يوليو 2005 إلى أغسطس 2009، حيث أزاح اللاعب البريطاني أندي موراي نادال من المركز الثاني.
فاز نادال ب13 مباراة من مبارياتهما ال15 على ملعب ترابي، وفاز فيدرر بمباراتين من مبارياتهما الثلاث على ملعب عشبي، وفاز نادال بسبع مباريات على أرضية صلبة من 13. مبارياتهما ال31، 20 منهم كانت في مباريات نهائية و 7 مباريات في النصف نهائي و 4 مباريات كانت قبل المراحل الأربعة الأخيرة.
لعب نادال وفيدرر من 2006 إلى 2008، جميع مباريات النهائي لدورة رولان غاروس الدولية وبطولة ويمبلدون. نهائي بطولة ويمبلدون 2008 اُعتبر النهائي أعظم مباراة في التاريخ، حيث كانت أطول نهائي ويمبلدون في تاريخ البطولة.
.

## التاريخ

### 2004-2005
لعب فيدرير ونادال مباراتهما الأولى في مارس 2004 في الجولة الثالثة لبطولة ميامي للماسترز، وكان عمر نادال 17 سنة فقط وصنف في المركز 34. فاجأ نادال الكثيرين بفوزه في المجموعات على فيدرير الذي كان مُصاب. كان اللقاء الثاني بعد سنة، أيضاً في ميامي وفاز بها فيدرير. بعد شهرين التقيا في دورة رولان غاروس 2005 والتي كانت أول مباراة لهما على ملعب ترابي، هزم نادال فيدرير بأربعة مجموعات ليتأهل للنهائي ويفوز بأول بطولة غراند سلام له.

### 2006
تواجه نادال وفيدرير في 2006 في 6 مبارايات.
فاز نادال بأربع منهن، بادئاً الأولى في نهائي بطولة دبي في فبراير. وكانت هذه أول خسارة لفيدرير في هذا العام منهياً الرقم القياسي لانتصاراته المتتالية على الملاعب الصلبة والتي يبلغ عددها 56 انتصاراً.
أعقب ذلك موسم التراب، وواصل نادال سيطرته على الملاعب الترابية بفوزه على فيدرير في نهائيات مونتي كارلو للماسترز وروما للماسترز ودورة رولان غاروس الدولية وكان هذا أول نهائي في بطولات غراند سلام، وكان فيدرير قد فاز المجموعة الأولى، لكن نادال قاتل حتى فاز بثلاث مجموعات ويقبض بطولة رولان غاروس للمرة الثانية.
تواجها مرة أخرى بعد شهر في نهائي ويمبلدون وكان أول لقاء بينهما على العشب، فيدرير فاز بأربع مجموعات ليأخذ ويمبلدون للمرة الرابعة على التوالي له.
ولم يتواجها بعدها حتى في نصف نهائي كأس الماسترز للتنس وفاز فيدرير ليأخذ كأس الماسترز للمرة الثالثة في 4 سنين. في نهاية السنة كانت نتيجة جميع اللقاءات بين الاثنين هي 6-3 لصالح نادال.

### 2007
تواجه فيدرير ونادال في 2007 5 مرات، فاز فيدرير منهم 3.
نادال وفيدرير تواجها في 3 نهائيات على الملاعب الترابية، فاز نادال بأول نهائي ليكسب بطولة مونتي كارلو للمرة الثالثة على التوالي. بعد أسابيع قليلة، تواجها في بطولة هامبورغ للماسترز وفاز فيدرير، حيث كان أول فوز له على التراب أمام نادال منهياً مسيرة الانتصارات المتتالية في ملاعب التراب والتي تبلغ 81 فوز.
المواجهة التالية كانت في رولان غاروس، وقد كانت مباراة طال انتظارها فاز فيها نادال ليحقق البطولة للمرة الثالثة على التوالي.
كان آخر لقائين في 2007 مشابهاً ل2006 وكأن التاريخ يعيد نفسه، حيث تواجه الاثنان في نهائي ويمبلدون ونصف نهائي كأس الماسترز وفاز بهما فيدرير رغم أن نهائي ويمبلدون استمر لخمس مجموعات بدلاً من أربع في الأعوام السابقة.

### 2008
تواجها 4 مرات في 2008 وفاز نادال بجميع المباريات جاعلاً نتيجة جميع اللقاءات بينهما 12-6 لصالحه. وللسنة الثالثة على التوالي، تواجها على الملاعب الترابية في ثلاث نهائيات.
هزم نادال فيدرير في مونتي كارلو للسنة الثالثة على التوالي، قابضاً بطولته الرابعة على التوالي. بعد أسابيع قليلة انتقم نادال لنفسه بعد خسارته الوحيدة في التراب، حيث هزم فيدرير بثلاث مجموعات ليكسب أول بطولة هامبورغ للماسترز له.
وأيضاً، للسنة الثالثة على التوالي، تواجها في نهائي رولان غاروس، وفاز نادال بالبطولة الرابعة له على التوالي.
التقى فيدرير ونادال أيضاً في نهائي ويمبلدون للسنة الثالثة على التوالي، في أفضل مباراة في تاريخ مواجهتهما، وقد لعبوا أطول نهائي في تاريخ ويمبلدون (4 ساعات و 48 دقيقة) وكسب نادال اللقب بفوزه في المجموعة الخامسة قرب غروب الشمس. فوز نادال، كسر رقم فيدرير في انتصاراته المتتالية على الملاعب العشبية التي بلغت 65 انتصاراً، واستغرق منه 5 سنين.

### 2009
التقى نادال وفيدرير في 2009 مرتين فقط، فاز نادال بمباراة وفاز فيدرير بالأخرى.
بدأ كلا اللاعبين السنة ببداية قوية، حيث وصلا إلى نهائي بطولة أستراليا المفتوحة 2009، وكان أول نهائي غراند سلام لنادال في الملاعب الصلبة، أما عن فيدرير فهو لم يهزم في 8 نهائيات على الملاعب الصلبة (5 بطولة أمريكا المفتوحة، 3 أستراليا المفتوحة). وكانت مباراة النهائي طويلة (4 ساعات و23 دقيقة) مع انتصار نادال ب5 مجموعات.
انتعش فيدرير في بطولة مدريد للماسترز أمام نادال، منتصراً عليه في النهائي. كانت هذه المباراة بالغة الأهمية، لأنها أوقفت الانتصارات المتتالية لنادال على فيدرير وعددها 5 مباريات. وأيضاً أوقف الانتصارات المتتالية لنادال على التراب، البالغ عددها 33 مباراة.

### 2010
تواجه اللاعبان في 2010 مرتان، وفاز نادال مرة، وفاز فيدرير بالأخرى.
التقى الاثنان في نهائي مدريد للماسترز، بعد سنة لآخر لقاء بينهمان وانتقم نادال بفوزه هذه المرة.
ثم التقيا مرة أخرى في نهائي كأس الماسترز، واستمر فيدرير بسيطرته على الملاعب الداخلية أمام نادال حيث فاز عليه ب3 مجموعات.

### 2011
تواجه فيدرير ونادال 4 مرات في 2011، فاز نادال ب3 مباريات وفاز فيدرير بالأخيرة. مباراتهم الزوجية الوحيدة كانت في إنديان ويلز للماسترز، حيث اشترك فيدرير مع ستانيسلاس فافرينكا وفاز على نادال الذي اشترك مع مارك لوبيث في النصف نهائي.
كان أول لقاء فردي بينهما في 2011 في نصف نهائي ميامي للماسترز حيث فاز نادال.
ثم التقيا في نصف نهائي مدريد للماسترز، فاز نادال ب3 مجموعات.
التقيا بعدها رولان غاروس 2011، أول لقاء بينهما في بطولة غراند سلام منذ 2009 في أستراليا المفتوحة، وبالرغم من أنها مباراة منافسة نادال هزم فيدرير بأربع مجموعات ليكسب عاشر لقب ضخم له وسادس بطولة رولان غاروس.
لقائهما الأخير كان في كأس رابطة محترفي كرة المضرب، وقد أعاد التاريخ نفسه في هذه المباراة، التي كانت إعادة لمباراة السنة السابقة، حيث فاز فيدرير بمباراة غير متوازنة.

### 2012
تواجه نادال وفيدرير في نصف نهائي بطولة أستراليا المفتوحة. طوَّر نادال رقمه في الملاعب الصلبة وفاز على فيدرير بأربع مجموعات.
ثم تلاقا في نصف نهائي إنديان ويلز للماسترز حيث فاز فيدرير في طريقه ليأخذ اللقب الرابع له.
كشف نادال في أغسطس 2012 أنه يشك في إمكانية اللعب في بطولة أمريكا المفتوحة لإصابته في ركبته والتي حرمته من المشاركة في ويمبلدون. وأعرب فيدرير عن قلقه حول نادال، وكما أنه انسحب في نهاية المطاف. خسر فيدرير أمام توماس بيرديتش في ربع نهائي البطولة، وكانت هذه أولى بطولات غراند سلام منذ 2004، التي لاتحتوي على أحد اللاعبَيْن في النصف نهائي. أدى ذلك إلى تخمين أن المنافسة التي بلغت ذروتها قد تنتهي قريباً.
التقيا مرة واحدة في نهائي بطولة روما للماسترز واستطاع نادال الفوز بمجموعتين نظيقتين

## التحليل

### الجوانب الهامة
المنافسة بين فيدرير ونادال كانت جزء ضخم من مسيرتا اللاعبَيْن. تاريخهما في بطولات الغراند سلام حُظي باهتمام كبير، خاصةً النهائيات الثمانية التي لعبوها. هذا يشمل نهائيات ويمبلدون ورولان غاروس المتتالية بين 2006-2008. وبلغت ذروة هذه المنافسة في ما يُعتبر أعظم مباراة في تاريخ التنس، نهائي ويمبلدون 2008.
حرم نادال فيدرير من لقب Career Grand Slam (إحراز البطولات الأربع كاملة بدون شرط التوالي) واحتمالان في 2006-2007 لأخذ لقب Calendar Year Grand Slam (إحراز أربع بطولات في سنة واحدة) بواسطة فوزه عليه في بطولة أستراليا المفتوحة من في كل سنة من 2005-2008. وكاد فيدرير أن يحرز الأربع بطولات دفعة واحدة في 2009، عندما كان نادال غائباً عن رولان غاروس من الدورة الرابعة. وحرم فيدرير نادال مرتين من أن يكون أول لاعب يأخذ Channel Slam (إحراز ويمبلدون ورولان غاروس في نفس السنة) منذ 1980 عندما حققها السويدي بيورن بورغ، بواسطة فوزه أول بطولتي ويمبلدون، لكن نادال نجح بأخذ اللقب في السنة التي بعدها. حرم فيدرير نادال أيضاً من كسب كأس الماسترز بفوزه عليه في نهائي 2010 وإقصائه في نصف نهائي 2006 و 2007، ليحرمه من أن يكون ثاني لاعب بعد أندريه أغاسي يأخذ Career Grand Slam، يفوز بميدالية ذهبية في أوليمبية في التنس-فردي ويفوز بكأس ماسترز، والذي يُلقب بمن يأخذ كل هذه الألقاب Career Super Slam.
الرجلان كلاهما حققا أرقاماً قياسية في الأسطح، حيث أن فيدرير فاز 65 مرة متتالية على العشب و56 مرة متتالية على الصلبة بينما فاز نادال 81 مرة على التراب وكلاهما أوقفا أرقام بعضهما البعض. كل هذه السيطرة على الطين والعشب دفعت إلى قيام معركة الأسطح وهي مباراة ودية أقيمت في مايو 2007 على ملعب نصفه تراب ونصفه عشب.

### النتائج وجهاً لوجه
- جميع المباريات: نادال 23-15
- جميع النهائيات: نادال: 14-6
- مباريات غراند سلام: نادال 8-2
  - أستراليا المفتوحة: نادال 2-1
  - فرنسا المفتوحة: نادال 5-0
  - أمريكا المفتوحة: لم يلتقيا
  - ويمبلدون: فيدرير 2-1
- نهائيات غراند سلام: نادال 6-2
- مباريات كأس الماسترز: 4-0
- نهائيات كأس الماسترز: فيدرير 1-0

### النتائج حسب نوع الملعب
- ملاعب التراب: نادال 13-2
- ملاعب العشب: فيدرير 2-1
- الملاعب الصلبة: 7-6
  - الداخلية: فيدرير 4-0
  - الخارجية: نادال 7-2

|                      | الصلبة (الخارجية) | الصلبة (الخارجية) | التراب | التراب | العشب  | العشب | الصلبة (الداخلية) | الصلبة (الداخلية) | المجموع | المجموع |
| نادال                | فيدرير            | نادال             | فيدرير | نادال  | فيدرير | نادال | فيدرير            | نادال             | فيدرير  |         |
| -------------------- | ----------------- | ----------------- | ------ | ------ | ------ | ----- | ----------------- | ----------------- | ------- | ------- |
| أستراليا المفتوحة    | 2                 | 0                 |        |        |        |       |                   |                   | 2       | 0       |
| رولان غاروس          |                   |                   | 5      | 0      |        |       |                   |                   | 5       | 0       |
| ويمبلدون             |                   |                   |        |        | 1      | 2     |                   |                   | 1       | 2       |
| إنديان ويلز للماسترز | 1                 | 1                 |        |        |        |       |                   |                   | 1       | 1       |
| ميامي للماسترز       | 2                 | 1                 |        |        |        |       |                   |                   | 2       | 1       |
| مونتي كارلو          |                   |                   | 3      | 0      |        |       |                   |                   | 3       | 0       |
| روما للماسترز        |                   |                   | 2      | 0      |        |       |                   |                   | 2       | 0       |
| هامبورغ للماسترز     |                   |                   | 1      | 1      |        |       |                   |                   | 1       | 1       |
| مدريد للماسترز       |                   |                   | 2      | 1      |        |       |                   |                   | 2       | 1       |
| سنسينياتي            | 1                 | 0                 |        |        |        |       |                   |                   | 1       | 0       |
| بطولة دبي            | 1                 | 0                 |        |        |        |       |                   |                   | 1       | 0       |
| كأس الماسترز         |                   |                   |        |        |        |       | 0                 | 4                 | 0       | 4       |
| المجموع              | 7                 | 2                 | 13     | 2      | 1      | 2     | 0                 | 4                 | 21      | 10      |

#### التراب
لعب اللاعبان على الملاعب الترابية 15 مباراة من مبارياتهما ال31، تفوق نادال فيها ب13-2. هزم نادال فيدرير في جميع مواجهاتهما في رولان غاروس (نصف نهائي 2005 ونهائي 2006 و2007 و2008 و2011). وفاز نادال على الأقل مبارتين من ثلاث على التراب في بطولات الماسترز من 2005 إلى 2010، هازماً فيدرير في 7 مباريات من هذه البطولات. إحصائياً، لدى نادال أكبر نسبة فوز على الطين من أي لاعب آخر في تاريخ رابطة محترفي التنس. يعتبر بعض المحللين واللاعبين مثل اللاعبة كونتشيتا مارتينث واللاعب بات كاش أن نادال هو أفضل لاعب في الملاعب الترابية في تاريخ التنس.

#### العشب
كسب فيدرير لقب ويمبلدون 7 مرات، ونادال كسبها مرتين. فيدرير كسب ويمبلدون في خمس سنوات متتالية (2003-2007) و 2009 و2012. نادال فاز باللقب في 2008 و 2010. تلاقى نادال وفيدرير في 3 نهائيات ويمبلدون متتالية (2006-2008) فاز فيدرير بأول نهائيين وفاز نادال بالأخر. يُعد نهائي ويمبلدون 2008 أعظم مباراة في تاريخ التنس نظراً لأنها أخذت وقتاً طويلاً جداً وتعد من أطول مباريات التنس أيضاً.

#### الصلبة
نادال انتصر7 مرات على الملاعب الصلبة من أصل 13. هناك فوارق واضحة في النجاح في الملاعب الصلبة الخارجية والداخلية بين اللاعبَيْن. فيدرير مسيطر على الملاعب الداخلية بأربعة انتصارات مقابل ولا انتصار لنادال، بينما نادال مسيطر على الملاعب الخارجية بفوزه 7 مرات مقابل مرتين لفيدرير.
فيدرير فاز بالملاعب الصلبة 9 مرات في غراند سلام، 6 مرات في كأس الماسترز، وخمس مرات في بطولة سنسيناتي للماسترز. نادال فاز بالملاعب الصلبة 9 مرات منذ 2005، ويشمل ذلك أولمبياد 2008، بطولتي غراند سلام شاملةً المرة التي فاز فيها على فيدرير في أستراليا المفتوحة في 2009، و 5 بطولات من سلسلة الماسترز.

## الأرقام القياسية
- الوحيدان اللذان تلاقا 8 مرات في نهائيات بطولات غراند سلام.
- الوحيدان اللذان تلاقا 4 مرات في نهائي بطولة من بطولات غراند سلام (في فرنسا المفتوحة)
- رقم قياسي في عدد المباريات في فرنسا المفتوحة وهو 5 مباريات.
- رقم قياسي في عدد النهائيات بين الاثنين وهو 19 نهائي في رابطة التنس المحترفة.

### الثنائيات
فيدرير—نادال (1–2)
| رقم | السنة | البطولة              | السطح | الجولة  | الفائز            | النتيجة       | الخصم                      | فيدرير | نادال |
| --- | ----- | -------------------- | ----- | ------- | ----------------- | ------------- | -------------------------- | ------ | ----- |
| 1.  | 2004  | إنديان ويلز للماسترز | صلب   | الثانية | نادال-روبريدو     | 5–7, 6–4, 6–3 | فيدرير-                    | 0      | 1     |
| 2.  | 2007  | روما للماسترز        | Clay  | R32     | Nadal/كارلوس مويا | 6–4, 7–6(7–5) | Federer/ستانيسلاس فافرينكا | 0      | 2     |
| 3.  | 2011  | إنديان ويلز للماسترز | Hard  | SF      | Federer/Wawrinka  | 7–5, 6–3      | Nadal/مارك لوبيث           | 1      | 2     |

### المباريات الودية
لعبا مباراة ودية في 21 نوفمبر على ملعب صلب في سول في كوريا وفاز فيدرير بنتيجة 6-3، 3-6 و 6-3.
لعبا في 2 مايو 2007 مباراة سميت ب (معركة الأسطح) حيث كانت الأرضية نصفها عشبي ونصفها الآخر ترابي. أقيمت هذه المباراة في بالما عاصمة الجزيرة الأسبانية مايوركا مسقط رأس نادال، وفاز نادال بنتيجة 7-5، 4-6، 7-6.
لعبا في زيورخ في سويسرا، في 21 ديسمبر 2010 مباراة خيرية لمؤسسة روجر فيدرير. فاز بها فيدرير بنتيجة 4-6، 6-3 و 6-3. لُعبت مباراة ودية أخرى في مدريد في إسبانيا في 22 ديسمبر 2010 وفاز بها نادال بنتيجة 7-6، 4-6 و 6-1 وكانت هذه المباراة لصالحة مؤسسة رافاييل نادال.
لعبا نهائي بطولة مبادلة العالمية للتنس في 1 يناير 2011 وفاز بها نادال ب 7-6 و 7-6.
لعبا مجموعة واحدة في 8 مارس 2011 في يوجين، أوريغون في الولايات المتحدة وفاز نادال بالمباراة الودية الخيرية بنتيجة 7-5.
في 31 ديسمبر 2011 لعبا مرة أخرى في بطولة المبادلة على ملعب صلب ولكن هذه المرة كانت للمركز الثالث، وفاز نادال مرة أخرى بنتيجة 6-1، 7-5.

## سجل المواجهات بينهما
جميع هذه المباريات هي ضمن رابطة محترفي كرة المضرب، كأس ديفيز والجراند سلام.
| الرقم. | التاريخ | البطولة           | الأرضية | الدور       | الفائز | نتيجة المباراة                   | مدة المباراة (د: س) | المجموعات | فيدرير | نادال |
| ------ | ------- | ----------------- | ------- | ----------- | ------ | -------------------------------- | ------------------- | --------- | ------ | ----- |
| 1.     | 2004    | ميامي             | صلبة    | دور 32      | نادال  | 6–3, 6–3                         | 1:10                | 3         | 0      | 1     |
| 2.     | 2005    | ميامي             | صلبة    | النهائي     | فيدرير | 2–6, 6–7(4), 7–6(5), 6–3, 6–1    | 3:43                | 5         | 1      | 1     |
| 3.     | 2005    | فرنسا المفتوحة    | ترابية  | نصف النهائي | نادال  | 6–3, 4–6, 6–4, 6–3               | 2:47                | 5         | 1      | 2     |
| 4.     | 2006    | دبي               | صلبة    | النهائي     | نادال  | 2–6, 6–4, 6–4                    | 1:53                | 3         | 1      | 3     |
| 5.     | 2006    | مونتي كارلو       | ترابية  | النهائي     | نادال  | 6–2, 6–7(2), 6–3, 7–6(5)         | 3:50                | 5         | 1      | 4     |
| 6.     | 2006    | روما              | ترابية  | النهائي     | نادال  | 6–7(0), 7–6(5), 6–4, 2–6, 7–6(5) | 5:05                | 5         | 1      | 5     |
| 7.     | 2006    | فرنسا المفتوحة    | ترابية  | النهائي     | نادال  | 1–6, 6–1, 6–4, 7–6(4)            | 3:02                | 4         | 1      | 6     |
| 8.     | 2006    | ويمبلدون          | عشبية   | النهائي     | فيدرير | 6–0, 7–6(5), 6–7(2), 6–3         | 2:58                | 4         | 2      | 6     |
| 9.     | 2006    | شنغهاي            | صلبة    | نصف النهائي | فيدرير | 6–4, 7–5                         | 1:53                | 3         | 3      | 6     |
| 10.    | 2007    | مونتي كارلو       | ترابية  | النهائي     | نادال  | 6–4, 6–4                         | 1:35                | 3         | 3      | 7     |
| 11.    | 2007    | هامبورغ           | ترابية  | النهائي     | فيدرير | 2–6, 6–2, 6–0                    | 1:55                | 3         | 4      | 7     |
| 12.    | 2007    | فرنسا المفتوحة    | ترابية  | النهائي     | نادال  | 6–3, 4–6, 6–3, 6–4               | 3:10                | 5         | 4      | 8     |
| 13.    | 2007    | ويمبلدون          | عشبية   | النهائي     | فيدرير | 7–6(7), 4–6, 7–6(3), 2–6, 6–2    | 3:45                | 5         | 5      | 8     |
| 14.    | 2007    | شنغهاي            | صلبة    | نصف النهائي | فيدرير | 6–4, 6–1                         | 0:59                | 3         | 6      | 8     |
| 15.    | 2008    | مونتي كارلو       | ترابية  | النهائي     | نادال  | 7–5, 7–5                         | 1:43                | 3         | 6      | 9     |
| 16.    | 2008    | هامبورغ           | ترابية  | النهائي     | نادال  | 7–5, 6–7(3), 6–3                 | 2:52                | 3         | 6      | 10    |
| 17.    | 2008    | فرنسا المفتوحة    | ترابية  | النهائي     | نادال  | 6–1, 6–3, 6–0                    | 1:48                | 5         | 6      | 11    |
| 18.    | 2008    | ويمبلدون          | عشبية   | النهائي     | نادال  | 6–4, 6–4, 6–7(5), 6–7(8), 9–7    | 4:48                | 5         | 6      | 12    |
| 19.    | 2009    | أستراليا المفتوحة | صلبة    | النهائي     | نادال  | 7–5, 3–6, 7–6(3), 3–6, 6–2       | 4:23                | 5         | 6      | 13    |
| 20.    | 2009    | مدريد             | ترابية  | النهائي     | فيدرير | 6–4, 6–4                         | 1:26                | 3         | 7      | 13    |
| 21.    | 2010    | مدريد             | ترابية  | النهائي     | نادال  | 6–4, 7–6(5)                      | 2:10                | 3         | 7      | 14    |

| من (2004–2008)           |
| جراند سلام               |
| كأس الأساتذة             |
| بطولات الماسترز          |
| البطولات الدولية الذهبية |
| البطولات الدولية         |
| كأس ديفيز                |

| من (2009–حتى الآن)              |
| جراند سلام                      |
| نهائيات جولة رابطة المحترفين    |
| بطولات سلسلة الماسترز 1000 نقطة |
| بطولات سلسلة 500 نقطة           |
| بطولات سلسلة 250 نقطة           |
| كأس ديفيز                       |

## وصلات خارجية
- Article on the Federer-Nadal rivalry at the ATP's official site
- Head to Head player details at the ATP's official site